# Filaret Denisenko
Filaret Denisenko (n. 23 ianuarie 1929, Blahodatne⁠(d), Amvrosiivka Raion⁠(d), RSS Ucraineană, URSS) este patriarh al Kievului și întâistătător al Bisericii Ortodoxe Ucrainene. Această biserică nu trebuie confundată cu Biserica Ortodoxă Ucraineană (Patriarhia Moscovei), cu care se află în conflict.
În perioada Războiului Rece, între 1962-1964, a fost episcop ortodox de Viena. Ulterior, la sfârșitul anilor 1960, a fost numit mitropolit al Kievului. În anul 1990, după moartea patriarhului Pimen, a fost pentru scurt timp conducătorul Bisericii Ortodoxe Ruse. La alegerile pentru noul patriarh a fost însă ales Alexei al II-lea.
Faptul că în 1992 a cerut autocefalia bisericească a Ucrainei, a dus la un conflict deschis cu Sfântul Sinod al Bisericii Ortodoxe Ruse, care în cele din urmă l-a excomunicat.
În data de 11 octombrie 2018 patriarhul Bartolomeu I al Constantinopolului a ridicat excomunicarea, act care a stârnit nemulțumirea Moscovei.